# Moidore

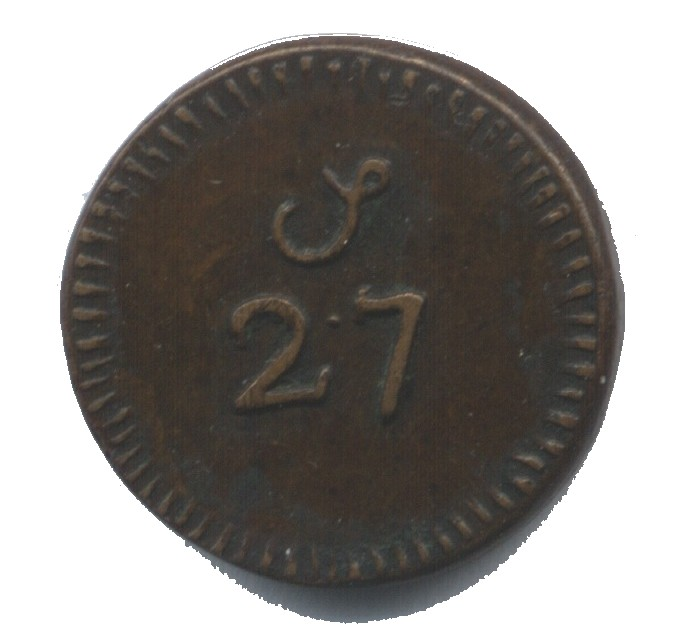
Münzgewicht für einen Moidore

Der Moidore ist eine portugiesische Goldmünze, die zwischen 1640 und 1732 geprägt wurde.
Der Moidore wurde in Westeuropa, Westindien und teilweise auch auf Barbados als Währung verwendet. Der Name moidore ist aus dem Portugiesischen moeda de ouro abgeleitet, was so viel wie „Geld aus Gold“ oder "Münze aus Gold" bedeutet.
Während die Münze einen Nennwert von 4.000 Réis aufweist, lag ihr tatsächlicher Wert zwischen 1688 und 1800 um 20 % höher, nämlich bei 4.800 Réis. Auf der Vorderseite befinden sich der Nennwert und das portugiesische Wappen, auf der Rückseite das Kreuz des Christusordens. Moidores wurden von 1677 bis 1910 geprägt, vor allem im Königreich Portugal und in portugiesischen Kolonien wie Brasilien und Mosambik. Goldmünzen wurden auch in Bruchteilen oder Vielfachen von Moidores ausgegeben, die von einem Zehntel eines Moidores bis zu fünf Moidores reichten.

## Literarische Verwendungen
In Daniel Defoes Robinson Crusoe (1719) finden sich zahlreiche Hinweise auf Moidores: z. B., "Ich bin überzeugt, dass ich durch die Verbesserungen, die ich in der kurzen Zeit, in der ich dort lebte, gemacht hatte, und durch den Zuwachs, den ich wahrscheinlich gemacht hätte, wenn ich geblieben wäre, hunderttausend Moidores wert gewesen wäre"; "Der alte Mann ließ mich wissen, dass er mir vierhundertsiebzig Moidores Gold schuldete"; "der Wert der Plantage, die sich vermehrte, belief sich auf 38892 crusadoes, was 3241 Moidores ausmachte"; und "er schickte mir an Bord ein Geschenk von frischem Proviant, Wein und Süßigkeiten im Wert von über dreißig Moidores". [6]
Im zweiten Teil von Jonathan Swifts Gullivers Reisen (1726), als Lemuel Gulliver Brobdingnag, ein Land der Riesen, erreicht, bietet die Königin dieses Landes an, ihn von dem Bauern zu kaufen, der ihn zuerst findet: "Er [der Bauer], der befürchtete, dass ich keinen Monat überleben könnte, war bereit, sich von mir zu trennen, und verlangte tausend Goldstücke, die ihm auf der Stelle bestellt wurden, wobei jedes Stück etwa so groß war wie achthundert Moidores."
In Voltaires Candide (1759), Kapitel 9, findet sich die Zeile: "Meine Dame hat Moidores und Diamanten".